# Tatiana

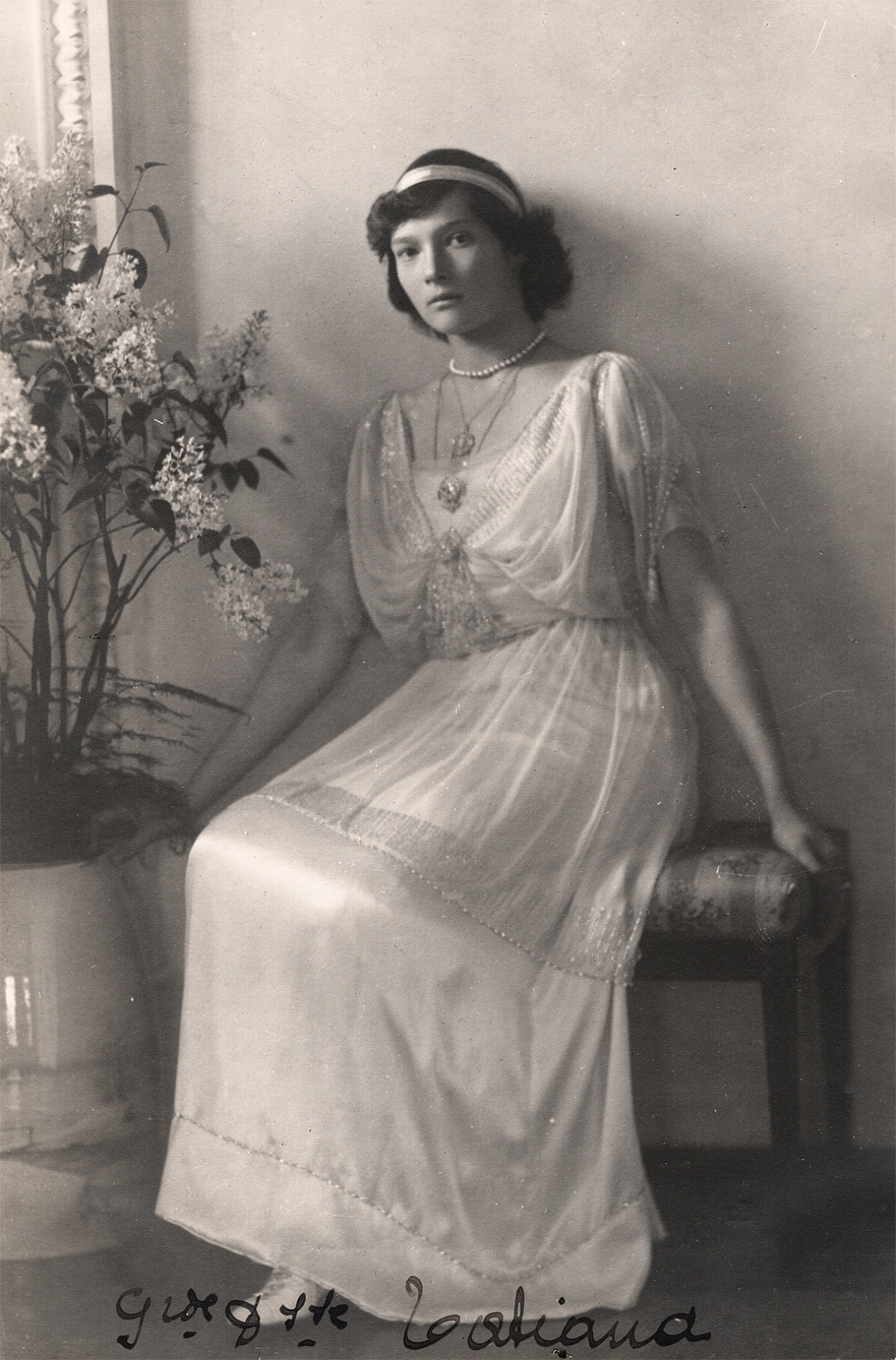
Tatiana Romanova, hija de Nicolás II de Rusia.

Tatiana nombre latín derivado de la palabra Tatianus, derivado a su vez de Tacio, nombre también de origen latín (Tatius). Tatiana es un nombre muy común en países eslavos (en ruso: Татьяна). Su versión corta en estos países es Tania (en ruso: Таня). Entre las variantes del nombre están: Tatyana, Tatjana, Tatianna, Tatijana y Tateyanna).

## Personas reconocidas
- Tatiana, actriz, cantante y presentadora de televisión mexicana;
- Tatiana Ariza, actriz y bailarina colombiana;
- Tatiana Ariza, futbolista colombiana;
- Tatiana Astengo, actriz peruana;
- Tatiana Calderón, piloto de automovilismo colombiana;
- Tatiana Clouthier, académica y política mexicana;
- Tatiana Nikoláyevna de Rusia, hija del zar Nicolás II y la zarina Alejandra Fiódorovna;
- Tatiana Proskouriakoff, epigrafista, arqueóloga y etnóloga rusa;
- Tatiana Santo Domingo, empresaria y socialite estadounidense;
- Tatiana Suarez, peleadora estadounidense de artes marciales mixtas.